# Pūyān
Pūyān (persiska: پویان) är en ort i Iran.   Den ligger i provinsen Kermanshah, i den nordvästra delen av landet, 400 km väster om huvudstaden Teheran. Pūyān ligger 1 759 meter över havet och antalet invånare är 138.
Terrängen runt Pūyān är huvudsakligen kuperad, men söderut är den bergig.Runt Pūyān är det ganska tätbefolkat, med 60 invånare per kvadratkilometer. Närmaste större samhälle är Karam Bast, 4,8 km väster om Pūyān. Trakten runt Pūyān består i huvudsak av gräsmarker.